# Il ballo della morte
Il ballo della morte  (The Killing Dance) è un romanzo horror della scrittrice statunitense Laurell K. Hamilton, sesto capitolo della saga di Anita Blake - Cacciatrice di vampiri.

## Trama
Il romanzo si apre con la protagonista, Anita Blake, che viene convocata in qualità di negromante da un potente vampiro, Sabin, che vuole che lei lo aiuti a guarire dall'inarrestabile corruzione che l'astinenza da sangue sta creando in lui, accompagnato da un altro necromante, Dominic Dumare.
Più tardi, durante una festa, scopre dal suo collega Edward che qualcuno sta cercando di assoldare un assassino che possa ucciderla entro ventiquattro ore. Tornati a casa di lei, Anita viene attaccata da Jimmy Dugan, un delinquente locale, evidentemente ingaggiato dagli stessi che hanno messo la taglia. Eliminatolo, dopo essere stata portata in centrale dai poliziotti, che si accertano che fosse stata veramente legittima difesa, Richard l'accompagna a casa sua, che è isolata e non avrebbe messo in pericolo nessuno.
Dopo aver salvato Stephen dal set di uno degli film snuff di Raina, ciò è oggetto di litigio tra il lupo mannaro ed Anita, perché tutto sarebbe stato più facile (e Stephen più protetto) se Richard avesse fatto un compromesso coi suoi principi.
Anita passa la notte seguente a casa di Richard ed i due, dopo aver litigato, hanno una calorosa riconciliazione, interrotta dai licantropi partecipanti alla riunione che era stata indetta in precedenza.
Si rende nel frattempo per Richard sempre più impellente la decisione di definire la situazione di stallo tra l'Ulfric Marcus e lui nella lotta per il dominio nel branco, ma non riesce a superare lo scoglio di dover per forza uccidere l'attuale capobranco per farlo.
Anita scopre che il branco di Marcus è ancor più diviso, a causa delle mire imperialistiche di quest'ultimo; i sostenitori di Richard tra i licantropi sono molti, e non solo i lupi mannari. Alla fine della riunione Anita affronta l'attacco di Neal, un licantropo che l'ha sfidata perché non la riconosceva come dominante, ma vince la sfida.
A questo punto arriva Edward, che ha intenzione di occuparsi di proteggerla mentre andrà al suo appuntamento con Jean-Claude, che consisterà nell'inaugurazione del nuovo locale del Master della città, il Dance Macabre. 
In quell'occasione, Anita è costretta ad interrompere lo spettacolo per impedire l'ipnosi permanente di una degli ospiti, la porta nel bagno con l'aiuto di un'altra donna, Annabelle Smith; sole nel bagno, la Smith si rivela una sicaria e cerca di spararle, ma Anita riesce a tirare fuori un pugnale ed ucciderla. 
In consegna alla polizia - due arresti in un giorno - un detective cerca di interrogarla, ma Dolph si fa affidare il caso e riesce anche a portarla sul luogo di un nuovo delitto: Robert, vampiro al servizio di Jean-Claude, è stato ucciso in un campo di forza mediante l'asportazione del cuore; il campo di forza è inaccessibile ad Anita, e secondo Tammy Reynolds, una strega entrata recentemente a far parte del RPIT, svela che è perché non l'ha fatto lei. Questo scagiona Anita agli occhi di Dolph, e parlandone lei identifica Dominic Dumare, il servo umano di Sabin, come l'unico possibile responsabile della morte.

## Edizioni
| Anno | Casa Editrice | Versione  | Edizione         | Codice             |
| ---- | ------------- | --------- | ---------------- | ------------------ |
| 2005 | Editrice Nord | Cartonata | Prima in Italia  | ISBN 8842914088    |
| 2008 | TEA           | Economica | Settima dal 2008 | ISBN 9788850215522 |